# کادیلاک دی‌تی‌اس
کادیلاک دی‌تی‌اس (به انگلیسی: Cadillac DTS) یکی از مدل‌های بازنشستهٔ خودروی لوکس کمپانی آمریکایی کادیلاک است. در سال ۲۰۱۱ جزو برترین خودروهای جهان از نظر دوام و استهلاکِ کم بود. در همان سال کادیلاک تغییرات فراوانی در آپشن‌های مدل دی‌تی‌اس ایجاد کرد.